# Saint-Laurent-d'Oingt
Saint-Laurent-d'Oingt foi uma comuna francesa na região administrativa de Auvérnia-Ródano-Alpes, no departamento de Ródano. Estendia-se por uma área de 9,05 km². Em 2010 a comuna tinha 811 habitantes (densidade: 89,6 hab./km²).
Em 1 de janeiro de 2017, passou a formar parte da nova comuna de Val d'Oingt.